# 新印象派

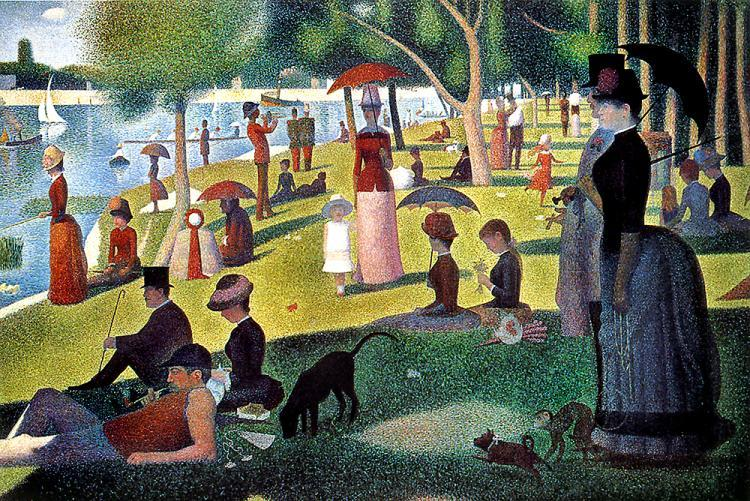
ジョルジュ・スーラの『グランド・ジャット島の日曜日の午後』（1884-86)

新印象派（しんいんしょうは、Neo-Impressionism）とは、1886年に批評家のフェリックス・フェネオンが名付けた、ジョルジュ・スーラが確立した芸術様式を指す。主観的な印象派の色彩理論を科学的に見直し、点描画法による鮮明な色彩表現や、印象派が失ったフォルム、画面の造形的秩序の回復を目指した絵画の一傾向。1880年代から20世紀初頭にかけて隆盛し、新印象主義とも呼ばれている。フォーヴィズムをはじめとする20世紀初頭の前衛絵画運動にも影響を与えた。

## 概要

### 背景
1880年代初頭、印象派の画家たちは岐路に立たされていた。そもそも、1874年から行われていた印象派展も一枚岩だったわけではない。特に、クロード・モネやピエール＝オーギュスト・ルノワールを中心とするグループとエドガー・ドガ率いるグループの間で対立が目立つようになる。理由としては主に次のようなことをあげることができる。
- ドガがジャン＝フランソワ・ラファエリなどの自然主義系の画家を印象派展に参加させた[4]。これに対しモネはラファエリの出展に強く反対した。
- 印象派展はサロンと同じ時期に開催され「会員はサロンに出展しない」という取り決めがあったが、1880年ごろモネやルノワールがサロンにも出展し始めたことが一途な性格であるドガの癪に障った[5]。
- 1880年ごろ印象派の画家たちは40歳前後になりグループとしての活動よりは自己の芸術の追究に重きを置くようになった[5]。

このようにして徐々に発生した印象派のグループとしての解体を象徴するのが、1886年に開かれた最後の印象派展となる第八回展である。カミーユ・ピサロやドガの作品はあったが、モネやルノワールの出展はなく、そればかりか印象派に批判的なオディロン・ルドンやポール・ゴーガンの作品が出展される印象派展となった。この印象派の終焉を思わせる印象派展に、のちに新印象派と呼ばれるスーラやポール・シニャックも参加していたのである。

### 「新印象主義」誕生
スーラは国立美術学校時代、ドミニク・アングルの弟子でアングル派の重鎮となっていたアンリ・レーマンのもとで古典的でアカデミックな美術教育を受けていた。その一方で、ウジェーヌ・ドラクロワやバルビゾン派や印象派などの絵画に衝撃を受け、光や色彩に関する関心を深めていく。スーラは、印象派の経験的で直観にたよった色彩表現や筆触を、より科学的で正確な色と色彩の表現にすることを追究した。そこで彼が参考にしたのは、当時出版されていた光や色に関する科学書や美術理論書である。主に、ミシェル＝ウジェーヌ・シュヴルール『色彩の同時対照の法則』（1839年）、シャルル・ブラン『デッサン芸術の文法』（1867年）、オグデン・ルード『近代色彩論』（1879年）などである。
スーラの探求が結実するのは、第八回印象派展に出展された『グランド・ジャット島の日曜日の午後』である。

### 分割主義、点描主義、色彩光線主義
スーラが印象派の経験的で直観にたよった色彩表現を論理的で科学に基づいた表現にするために確立した方式は、原理上の観点から「分割主義」、技法的観点から「点描主義」と呼ばれ、スーラ自身は「色彩光線主義」という言葉を好んだ。印象派は刻一刻と変化する光を表現するために、筆触分割と呼ばれる、混色を使わずいくつかの原色に近い色を細かく配置することで周囲の光や空気の微細な変化を画面にもたらすことに成功していた。しかし、筆触は依然大きく不揃いで、まだ乾かない状態で絵の具を塗り重ねていったため、絵の具（固体顔料）が混ざり合い暗くなってしまうという欠点があった。ルードはヘルマン・フォン・ヘルムホルツの研究を紹介し、特筆すべき事として固体顔料は光線のような明度の高い色彩を表現できないことをあげている。スーラはこのような当時の科学的考えを採用して、筆触分割を科学的に徹底させた。具体的には、キャンパスに純色のみの小さな筆触を並べ（点描主義）、色を分割し（分割主義）、その配置を法則化した。そうすることで「同時対比の法則が作用し、視覚混合により光と色の表現を最大限に表現すること」が可能になったのである。

### スーラの死去
スーラは、1891年31歳の若さで病死するが、その後シニャックがスーラの意志を引き継ぎ、点描画法の理論をまとめた『ウジェーヌ・ドラクロワから新印象主義まで』（1899年）を刊行するなど新印象主義の最大の擁護者となった。

### 用語としての「新印象主義」

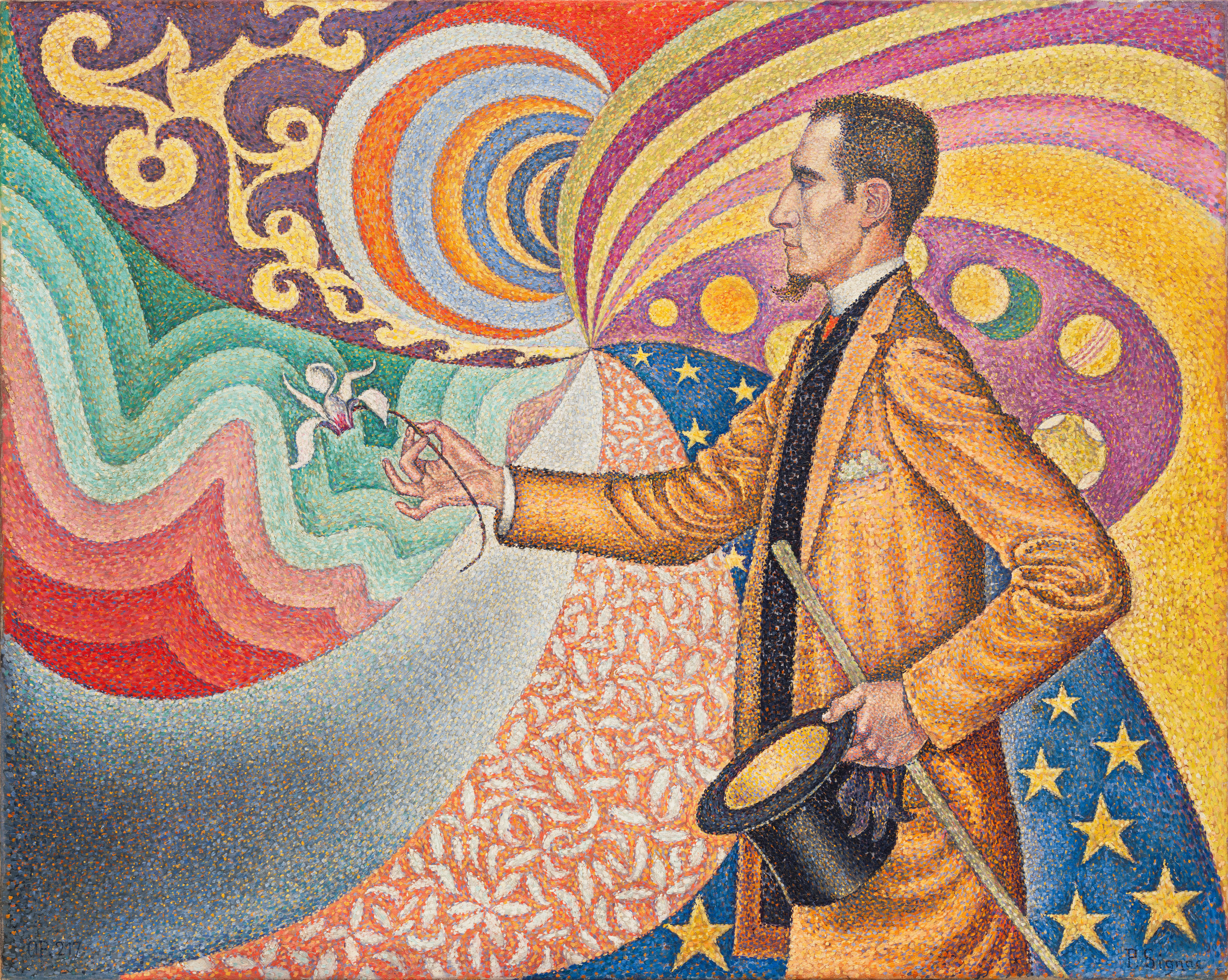
「七色に彩られた尺度と角度、色調と色相のリズミカルな背景のフェリックス・フェネオンの肖像 」(1890年)、ニューヨーク近代美術館

「新印象主義」という用語は、1886年にフランスの美術評論家フェリックス・フェネオンが『L'ART MODERNE』上に執筆した批評の中でスーラの絵画を評するのに使用したのが始まりである。

## 「ポスト印象主義」との違い
「ポスト印象主義」という言葉は、1880年代後半から20世紀初めにおけるポール・セザンヌ、フィンセント・ファン・ゴッホ、ポール・ゴーガンなど、印象主義の流れをくみながら独自に展開を遂げた芸術家を総称する言葉である。1906年イギリスの批評家ロジャー・フライが初めて用いた。印象主義という用語が19世紀当時美術批評から生まれたのに対し、ポスト印象主義は後世に作られた歴史的な概念であり、印象派後の展開を漠然と指し示したものであるため、論者によって包摂する範囲が異なる。例えば、美術史家のジョン・リウォルドは新印象主義をポスト印象主義に内包するものして用いている。

## 新印象派に属するとされる主たる画家

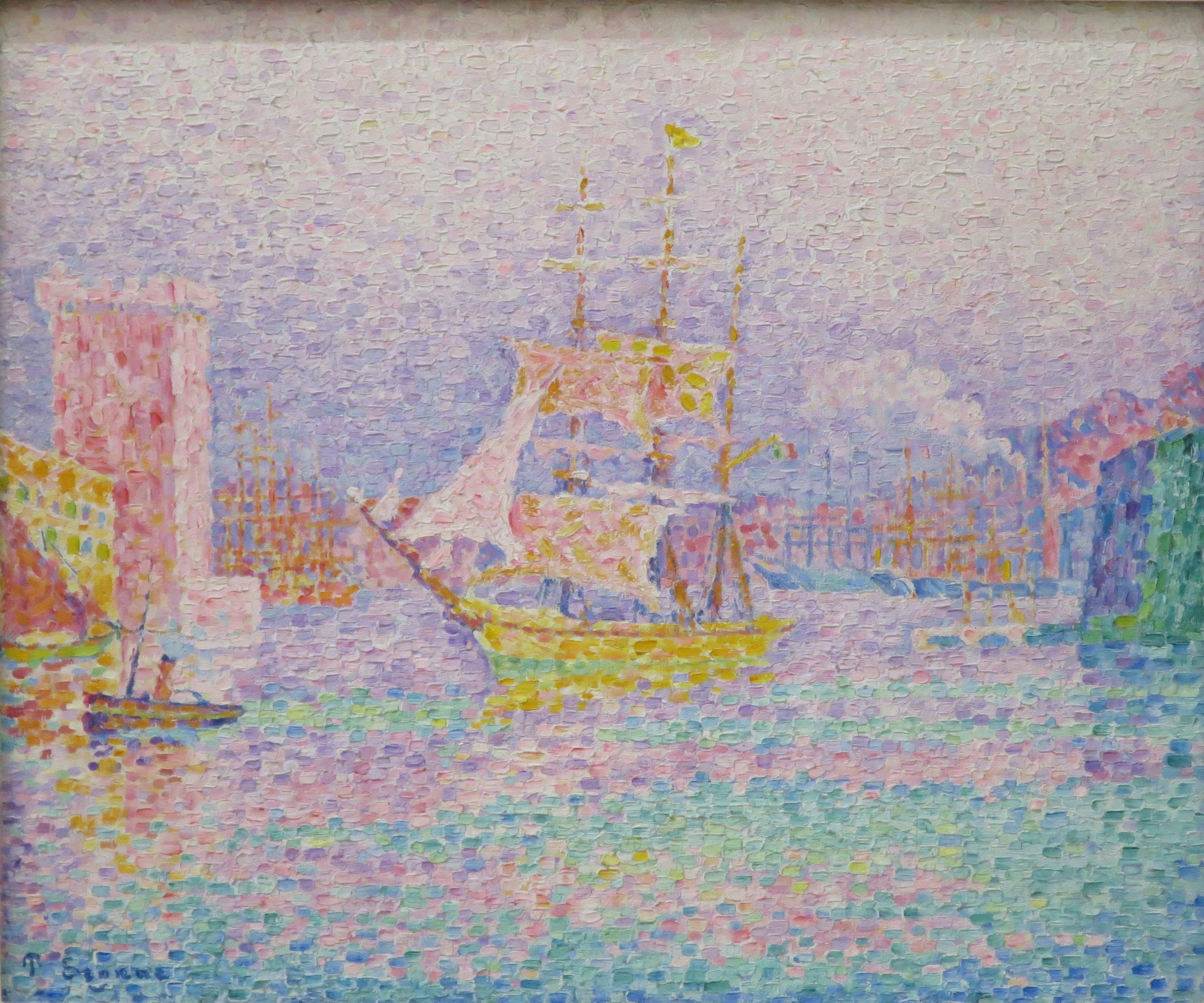
ポール・シニャックの『マルセイユの港』

- ジョルジュ・スーラ（Georges Seurat）1859-1891
- ポール・シニャック（Paul Signac）1863-1935
- マクシミリアン・リュス（Maximilien Luce）1858-1941
- イポリット・プティジャン（Hippolyte Petitjean）1854-1929
- レオ・ゴーソン（Leo Gausson）1860-1944
- ヤン・トーロップ（Jan Toorop）1858-1928
- アンリ＝エドモン・クロス（Henri-Edmond Cross）1856-1910
- テオ・ファン・レイセルベルヘ（Théo van Rysselberghe）1862-1926
- シャルル・アングラン（Charles Angrand）1854-1926
- カミーユ・ピサロ（Camille Pissarro）1830-1903
- ルイ・アイエ（Louis Hayet）1864-1940）
- アンリ・マルタン（Henri Martin）1860-1943
- ジャン・ペスケ（Jean Peské）1870-1949
- アンリ・ヴァン・デ・ヴェルデ（Henry Van de Velde）1863-1957

## 日本における新印象派関係の展覧会
- スーラと新印象派展1885-1905（2002年、高知県立美術館、宇都宮美術館、京都国立近代美術館、安田火災東郷青児美術館(損保ジャパン東郷青児美術館)）
  - 取り上げられた作家は、以下のとおり。
  - Georges Seurat（ジョルジュ・スーラ、1859-1891）
  - Paul Signac（ポール・シニャック、1863-1935）
  - Camille Pissaro（カミーユ・ピサロ、1830-1903）
  - Albert Dubois-Pillet（アルベール・デュボワ＝ピエ、1846-1890）
  - Charles Angrand（シャルル・アングラン、1854-1926）
  - Lucien Pissaro（リュシアン・ピサロ、1863-1944）
  - Maximilien Luce（マクシミリアン・リュース、1858-1941）
  - Émile-Gustave Cavallo-Péduzzi（エミール＝ギュスターヴ・カヴァッロ＝ペドゥッツィ（英語版）、1851-1917）
  - Léo Gausson（レオ・ゴーソン、1860-1944）
  - Louis Hayet（ルイ・アイエ、1864-1940）
  - Vincent van Goch（フィンセント・ファン・ゴッホ、1853-1890）
  - Henri Delavallée（アンリ・ドラヴァレー（英語版）、1862-1943）
  - Alfred-William Finch（アルフレッド・ウィリアム・フィンチ、1854-1930）
  - Théo van Rysselberghe（テオ・ファン・レイセルベルヘ、1862-1926）
  - Georges Lemmen（ジョルジュ・レメン、1865-1916）
  - Jan Toorop（ヤン・トーロップ、1858-1928）
  - Anna Boch（アンナ・ボック、1848-1936）
  - Henry van de Velde（アンリ・ヴァン・デ・ヴェルデ、1863-1957）
  - George Morren（ジョルジュ・モレン、1868-1941）
  - Henri-Edmond Cross（アンリ＝エドモン・クロス、1856-1910）
  - Léon Pourtau（レオン・プルトー、1868-1898）
  - Achille Laugé（アシール・ロージェ、1861-1944）
  - Hippolyte Petitjean（イポリット・プティジャン、1854-1929）
  - 全23名
- 点描の画家たち展（1985年、国立西洋美術館、京都市美術館）
  - 取り上げられた作家は、以下のとおり。
  - I 新印象派の画家たち
    - Louis Hayet（ルイ・アイエ、1864-1940）
    - Charles Angrand（シャルル・アングラン、1854-1926）
    - Émile-Gustave Cavallo-Péduzzi（エミール＝ギュスターヴ・カヴァッロ＝ペドゥッツィ、1851-1917）
    - Henri-Edmond Cross（アンリ＝エドモン・クロス、1856-1910）本名ドラクロワ（Henri Edmond Joseph Delacroix）
    - Léo Gausson（レオ・ゴーソン、1860-1944）
    - Paul Signac（ポール・シニャック、1863-1935）
    - Georges Seurat（ジョルジュ・スーラ、1859-1891）
    - Albert Dubois-Pillet（アルベール・デュボワ＝ピエ、1846-1890）
    - Henri Delavallée（アンリ・ドラヴァレー、1862-1943）
    - Lucien Pissaro（リュシアン・ピサロ、1863-1944）
    - Hippolyte Petitjean（イポリット・プティジャン、1854-1929）
    - Henri Person（アンリ・ペルソン（フランス語版）、1876-1926）
    - Henri Martin（アンリ・マルタン、1860-1943）
    - Maximilien Luce（マクシミリアン・リュース、1858-1941）
    - Henri Le Sidaner（アンリ・ル・シダネル、1862-1932）
    - Achille Laugé（アシール・ロージェ、1861-1944）
    - Ernest Laurent（エルネスト・ローラン、1859-1929）

  - II 同時代のフランスの画家たち
    - Maurice Denis（モーリス・ドニ、1870-1943）
    - Camille Pissaro（カミーユ・ピサロ、1830-1903）
    - Aristide Maillol（アリスティード・マイヨール、1861-1944）
    - Claude Monet（クロード・モネ、1840-1926）
    - Georges Lacombe（ジョルジュ・ラコンブ、1868-1916）
    - Auguste Renoir（オーギュスト・ルノワール、1841-1919）

  - III オランダ・ベルギーの新印象派の画家たち
    - Johannes Thorn-Prikker
    - Jan Toorop（ヤン・トーロップ、1858-1928）
    - Henry van de Velde（ヘンリ・ファン・デ・フェルデ、1863-1957）
    - Alfred Finch（アルフレッド・フィンチ、1854-1930）
    - George Morren（ジョルジュ・モレン、1868-1941）
    - Théo van Rysselberghe（テオ・ファン・レイセルベルヘ、1862-1926）
    - Georges Lemmen（ジョルジュ・レメン、1865-1916）

  - IV イタリアの分割技法の画家たち
    - Giovanni Giacometti（ジョヴァンニ・ジャコメッティ、1868-1933）
    - Giovanni Segantini（ジョヴァンニ・セガンティーニ、1858-1899）
    - Giacomo Balla（ジャコモ・バッラ、1871-1958）
    - Gaetano Previati（ガエタノ・プレヴィアーティ、1852-1920）
    - Giuseppe Pellizza da Volpedo（ジュゼッペ・ペリッツァ・ダ・ヴォルペード、1868-1907）
    - Umberto Boccioni（ウンベルト・ボッチョーニ、1882-1916）

  - V フォーヴィスム・キュビスムの世代の画家たち
    - Louis Valtat（ルイ・ヴァルタ（英語版）、1869-1952）
    - Auguste Herbin（オーギュスト・エルバン、1882-1960）
    - Vassily Kandinsky（ワシリー・カンディンスキー、1866-1944）
    - Arthur Segal（アルトゥール・セガル、1875-1944）
    - Francis Picabia（フランシス・ピカビア、1879-1953）
    - Jean Puy（ジャン・ピュイ（英語版）、1876-1960）
    - Henri Matisse（アンリ・マティス、1869-1954）
    - Jean Metzinger（ジャン・メッツァンジェ、1883-1956）
    - André Lhote（アンドレ・ロート、1885-1962）
    - Christian Rohlfs（クリスティアン・ロールフス、1849-1938）

  - 参考出品 スーラとシニャックの水彩・素描・版画
  - 全46名

### 邦語文献
- 三浦篤 著、小佐野重利; 小池寿子; 三浦篤 編「印象派から世紀末へ（一九世紀後半Ⅱ）」『19世紀──近代美術の誕生、ロマン派から印象派へ』、中央公論新社、389-530頁、2017年。ISBN 9784124035971。
- ルービン, ジェームズ・H 著、太田泰人 訳『印象派』岩波書店、2002年。ISBN 9784000089326。

### 外国語文献
- Fénéon, Félix (19 septembre 1886). “L'Impressionnisme aux Tuileries”. L'art Moderne:  300-302.